# Крещенская улица (Сестрорецк)
Креще́нская у́лица — улица в городе Сестрорецке Курортного района Санкт-Петербурга. Проходит от улицы Володарского и переулка Свободы до Базарного переулка.
Первоначальное название — Офице́рская улица. Оно появилось в XVIII веке и связано с тем, что здесь селились офицеры, снаряженные Петром I для закладки Сестрорецких заводов.
С 1870-х годов улица именуется Крещенской, поскольку по ней шел путь от Петропавловской церкви (площадь Свободы, 6; не сохранилась) к озеру Сестрорецкий Разлив, где проходил обряд крещения. Сама улица тогда шла до озера. Название Офицерская улица тогда же получил другой проезд, ныне упраздненный.
В 1920-х годах Крещенскую переименовали в улицу Ка́рла Ли́бкнехта — в честь деятеля германского и международного рабочего движения, одного из основателей Коммунистической партии Германии.
29 декабря 1972 года название было упразднено, поскольку значительная часть улицы оказалась застроена. Остался только 350-метровый участок от переулка Свободы до территории школы № 324 (Приморское шоссе, 308).
28 декабря 2016 года название Крещенская улица было восстановлено для 180-метрового участка от переулка Свободы до Базарного переулка.

## Здания
- На Крещенскую улицу выходил особняк Леонтьева, 1873 г., имеющий нумерацию по улице Володарского (№ 5а). В советское время в бывшем особняке находились различные учреждения. С начала 2000-х двухэтажное здание пустовало[5]. В 2001 году администрация Курортного района обратилась с инициативой о реконструкции дома к гражданину Австралии Августу Леонтьеву, сыну бывшего владельца этого здания купца 2-й гильдии Василия Леонтьева. Леонтьев откликнулся; планировалось, что здесь создадут офисно-гостиничный комплекс по проекту архитектурной мастерской Александра Миронова, а рядом возведут четырехэтажное здание. Однако идея реализована не была[6]. Новым собственником стало ООО «Компания „Ренессанс“», которое в 2011 году почти полностью снесло здание. КГИОП пытался изъять здание за нарушение охранных обязательство, но суд встал на сторону владельца. 20 октября 2015 года КГИОП снял дом Леонтьева с охраны, а в декабре его остатки полностью снесли. Взамен новый домовладелец ООО «Комфорт» обещает возвести копию, но надстроенную третьим этажом[7]. В июне 2021 года был согласован проект перестройки[8].

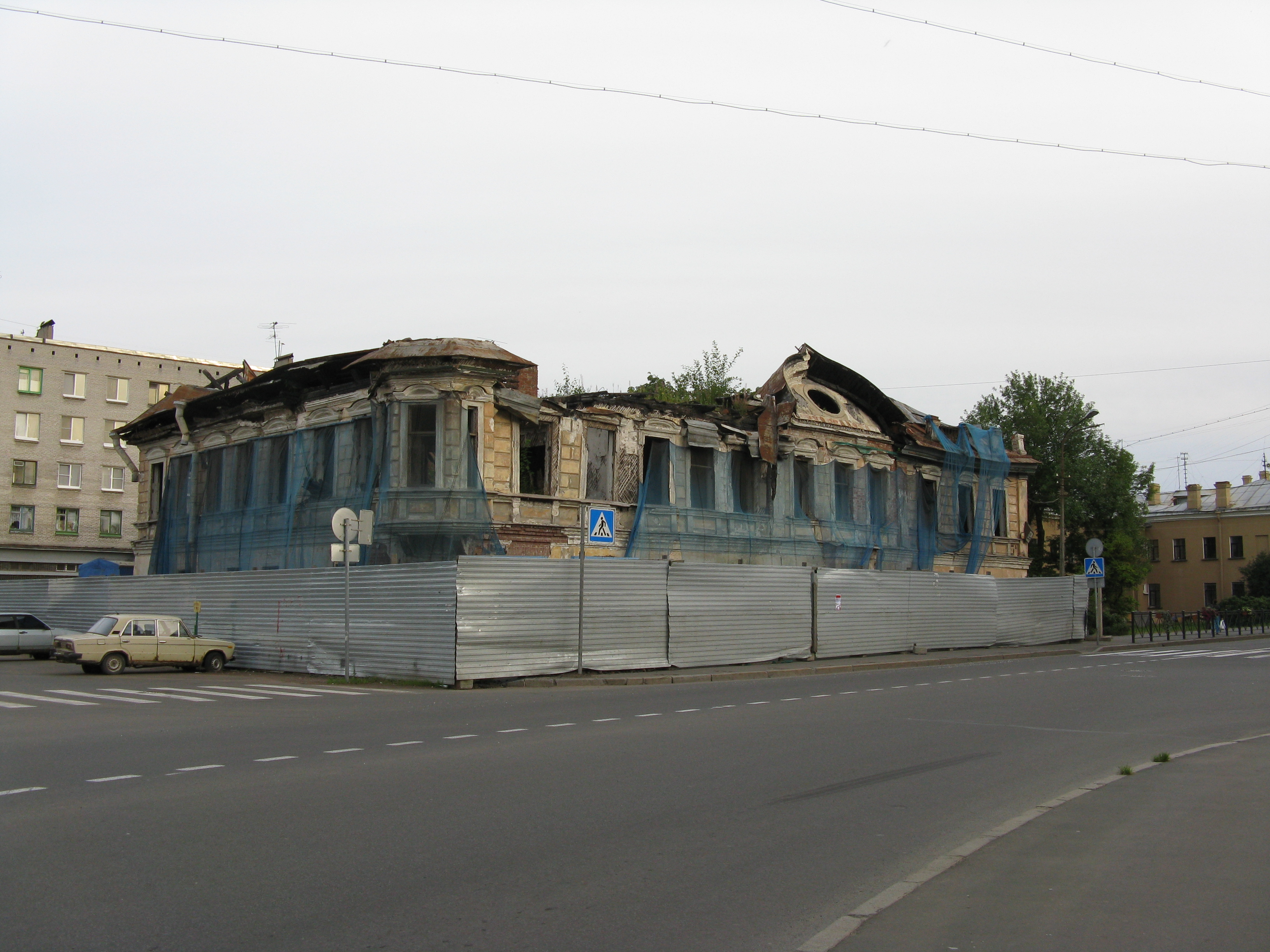
Особняк Леонтьева в 2008 году
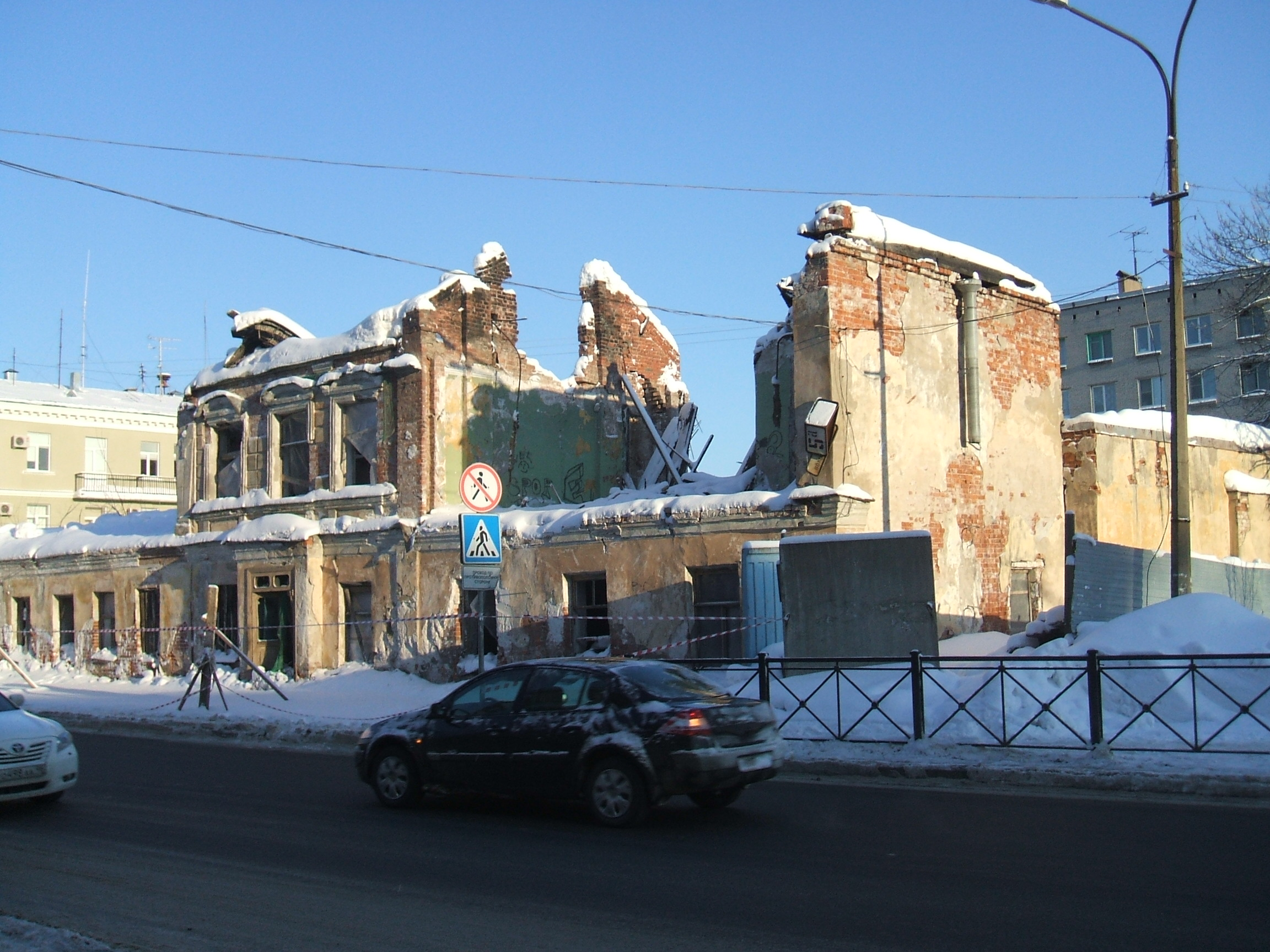
Особняк Леонтьева в 2010 году

- Еще один дом с нумерацией по Володарского и Крещенской (№ 7/9) и выходящий также и на Базарный переулок — нежилое здание, в котором находятся отделение полиции, книжный и кондитерский магазины. Во время войны на этом месте находился хлебозавод[9].

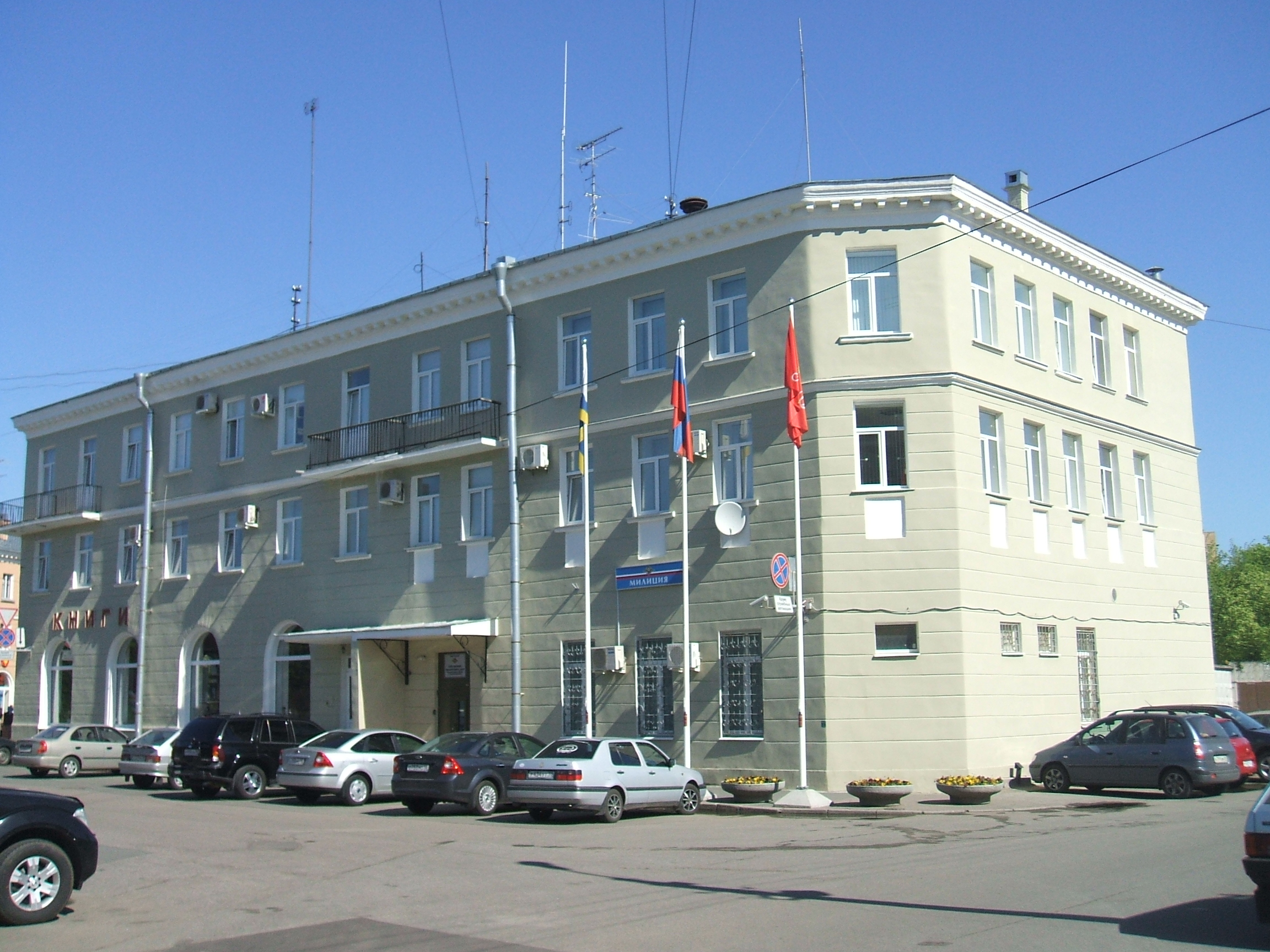
УВД Курортного района